# NGC 2368
NGC 2368 је расејано звездано јато у сазвежђу Једнорог које се налази на NGC листи објеката дубоког неба.
Деклинација објекта је - 10° 22' 28" а ректасцензија 7h 21m 2,2s. Привидна величина (магнитуда) објекта NGC 2368 износи 11,8. NGC 2368 је још познат и под ознакама OCL 571.